# Phasia freyreisii
Phasia freyreisii là một loài ruồi trong họ Tachinidae.